# 尼諾·羅塔
尼诺·罗塔（義大利語：Nino Rota，1911年12月3日—1979年4月10日），意大利作曲家，亦常為電影配樂。
在11岁时就写出一部清唱剧，后来到罗马圣塞西莉亚音乐学院从卡塞拉和皮泽蒂学习。毕业后曾短暂留居美国，并开始创作电影配乐，一生共写了一百多部，包括不少费德里柯·费里尼及盧奇諾·維斯孔蒂的電影，卻以《教父》及其續集最为知名。另外也写了很多古典音樂作品，包括10部歌劇及5部芭蕾舞。
罗塔的创作风格比较传统，特别擅长写作优美的旋律，作品广为传播，为大众所喜爱。

## 主要作品
- 《大路》(La Strada, 1954)
- 《浩氣蓋山河》(Il Gattopardo, 1963)
- 《8½》(1963)
- 《殉情記》（Romeo and Juliet, 1968）
- 《教父》
- 《教父續集》

## 延伸阅读
- Richard Dyer. Nino Rota: Music, Film, and Feeling （页面存档备份，存于）. New York: Palgrave and Macmillan (on behalf of the British Film Institute), 2010.
- Franco Sciannameo. Nino Rota's The Godfather Trilogy: A Film Score Guide （页面存档备份，存于）. Scarecrow Press, 2010.
- John Simon. The Other Rota （页面存档备份，存于）. The New Criterion, Vol. 34, No. 10 / June 2016